# Grotte du Cheval (Italie)
Pour les articles homonymes, voir Grotte du Cheval (homonymie).
La Grotte du Cheval (en italien Grotta del Cavallo) est une grotte calcaire située dans la région des Pouilles, en Italie, près de Nardò. 
On y a trouvé, dans une couche datée du Paléolithique supérieur initial, des outils lithiques attribués à une industrie dite de transition, appelée l'Uluzzien, ainsi que deux dents humaines déciduales, aujourd'hui attribuées à Homo sapiens, mais dont l'association éventuelle avec l'industrie uluzzienne demeure discutée.

## Historique
La grotte du Cheval a été découverte en 1960, et deux campagnes de fouilles ont suivi, de 1963 à 1966, puis de 1986 à 2008. Elle a été perturbée par des pillards pendant la période séparant les deux vagues de fouilles, endommageant les couches correspondant au Paléolithique supérieur. La grotte a donc été interdite au public.

## Description
La grotte se situe quinze mètres au-dessus du niveau actuel de la mer. Elle présente une entrée arrondie large de cinq mètres et haute de deux mètres, surplombant la mer.

## Stratigraphie
La grotte contient une riche succession stratigraphique de 7 mètres de hauteur, qui s'est déposée au-dessus d'une plage formée durant une période interglaciaire. La partie la plus épaisse correspond au Paléolithique moyen, associé à la culture néandertalienne du Moustérien. La couche D-E, datée du Paléolithique supérieur initial, a livré une industrie lithique dite de transition, intermédiaire entre le Moustérien et l'Aurignacien, qu'on a dénommée par la suite l'Uluzzien, et que l'on ne connait à ce jour qu'en Italie et en Grèce.
Stratigraphie :
- Couche A : Néolithique
- Couche B : Épigravettien
- Couche C : couche stérile remplie de cendres volcaniques (éruption ignimbritique de Campanie)
- couches D et E : Uluzzien (possiblement aussi Protoaurignacien et Aurignacien[2])
- couches F à I : Moustérien

## Restes humains
En 1964, deux dents de lait humaines (des prémolaires) sont découvertes dans la couche D-E. En 1967, les chercheurs les décrivent comme étant d'origine néandertalienne, et supposent que les outils de pierre et les décorations de perles uluzziens représentent donc une culture néandertalienne,. L'Uluzzien ressemble au Châtelperronien, trouvé en France et en Espagne au début du Paléolithique supérieur, et qui est généralement attribué aux Néandertaliens, bien que cela soit encore discuté,. 
En 2011, une équipe de chercheurs, dirigée par Stephano Benazzi, du Département d'Anthropologie de l'université de Vienne, publie une étude dans la revue Nature, qui conclut que les dents ne sont pas d'origine néandertalienne, mais appartiennent à Homo sapiens et datent de 45 000 à 43 000 ans AP. Selon Benazzi, ces résultats permettent de soutenir l'hypothèse selon laquelle l'Uluzzien ne doit pas être attribué aux Néandertaliens mais à Homo sapiens,. Ces vestiges d'Homo sapiens passaient pour être les plus anciens connus en Europe, avant la découverte publiée en 2020 de restes fossiles d'Homme moderne d'environ 45 000 ans, découverts dans la grotte de Bacho Kiro, en Bulgarie, et dont la datation est mieux établie.
L'attribution des dents à Homo sapiens est généralement acceptée par la communauté scientifique, mais leur association avec l'industrie uluzzienne est contestée, car les dents auraient pu glisser dans une couche plus profonde et plus ancienne au cours du temps,. Savoir qui sont les auteurs de l'Uluzzien demeure donc un sujet de débat parmi les chercheurs.